# Nikolaje Jorga
Nikolaje Jorga (rum. Nicolae Iorga; Botošani, 17. januar 1871 — Strežniku, 27. novembar 1940) (pravo ime Niku N. Jorga (rum. Nicu N. Iorga)), je bio rumunski istoričar, književni kritičar, dokumentarista, dramaturg, pesnik, enciklopedista, memoarista, ministar, poslanik, premijer, univerzitetski profesor i akademik Rumunske akademije nauka. Međunarodno je poznat kao istoričar srednjeg veka (medievista), vizantolog, rumunista, slavista, istoričar umetnosti i filozof istorije.
Kako je odredio Đorđe Kalinesku: Jorga je u prvim decenijama XX veka u rumunskoj kulturi odigrao ulogu Voltera.

## Biografija

### Čudo od deteta
Nikolaјe Jorga je rođen u mestu Botošani. Njegov otac, Niku Jorga (advokat) i majka Zulnia bili su pravoslavne veroispovesti. Godine 1876, njegov otac umire iz nepoznatih razloga u trideset i sedmoj ili trideset i osmoj godini, ostavljajući petogodišnjeg Nikolajea i njegovog malog brata Đorđa siročičima.
Godine 1878. primljen je u Školu Margian Folesku gde je briljirao u mnogim predmetima, a profesori su mu dopuštali da sa devet godina drži predavanja svojim kolegama. Njegov profesor iz istorije, izbeglica iz Poljske, probudio je u Jorgi zanimanje za istraživanja, te ovaj postaje polonofil.
Jorga je izjavio da mu je ovaj period odrastanja oblikovao njegov stav prema rumunskom jeziku i kulturi: "Učio sam rumunski onako kako je govoren u tadašnjim danima: jasno, lepo i živopisno, bez uticaja novina i knjiga koje su se najbolje prodavale". Formirao je svoje književne sklonosti posle čitanja dela Mihaila Kogalničeanua.

### Univerzitet u Jašiju
Nikolaje Jorga se 1888. upisuje na Fakultet za književnost Univerziteta u Jašiju, gde kasnije dobija i stipendiju. Pri kraju prve godine, dobio je dozvolu od ministarstva prosvete, istraživanja, omladine i sporta Kraljevine Rumunije, da da ispite do treće godine, koje je položio. Posle je dao diplomski ispit, sa temom "Grčka literatura", koji je položio sa najvećim ocenama. Ovaj rad ga je uzdigao među osobe koje su poštovali akademici i obična javnost.
Postaje popularan u novinama, a profesor A. D. Ksenopol ga smatra "čudom od čoveka". Bio počastvovan posebnim banketom od strane fakulteta. Tri akademika — A. D. Ksenopol, Nikolaje Ćulianu, Joan Karađiani — razgovarali su sa predstavnicima Ministarstva prosvete i predložili su državno podržan program koji je omogućavao studentima sa izvanrednim rezultatima da studiraju u inostranstvu.
Jorga je u to vreme bio saradnik lista Žunimea, čuvenog književnog kluba predvođenog Tituom Majoreskuom, bliskog konzervativnoj struji.
Godine 1890, literarni kritičar Štefan Vargolić i kulturni radnik Jakob Negruci objavili su Jorgin esej o pesnikinji Veroniki Mikle u časopisu Konvorbiri literare. Jorga je učestvovao i na sahrani pesnika Jona Kreanga i održao javni govor protiv klevetanja velikog pisca i dramaturga Jona Luke Karađialea, koji je nepravedno bio optužen za plagijat od strane novinara Konstantina Al. Jonesku Kajona.
Jorga je počeo da objavljuje sve više kao cenjeni novinar u lokalnim i nacionalnim listovima raznih usmerenja, počevši od socijalističkih Kontemporanul, Noua Era i Revista Noua. U ovom periodu je debitovao kao pesnik socijalizma u listu Kontemporanul („Savremenik“), kao i kritičar u listu Lupta („Borba“) i listu Literatură ši Štiinca („Literatura i nauka“).
Godine 1890. se ženi sa Marijom Tasu, od koje se razvodi 1900. godine. Imao je kasnije vezu sa Ekaterinom K. Botez, ali je naposletku odlučio da se oženi kćerkom Vasilea Tasea, koji je bio mnogo bolje situiran na društvenoj lestvici.
Profesor Ksenopol je pokušao da Jorgi obezbedi radno mesto profesora na Univerzitetu u Jašiju. Ostali profesori su se usprotivili, navodeći kao razloge njegove mlade godine i političko usmerenje. Jorga se zaposlio kao profesor latinskog jezika u Ploeštiju. Vreme koje je tamo proveo omogućilo mu je da proširi krug poznanstava i prijateljstava, srećući se sa Karađialeom i Aleksandrom Vlahucom, istoričarima Hasdeuom i Grigoreom Točileskuom i teoretičarom marksizma Konstantinom Dobrođanuom Gereom.

### Studije u inostranstvu
Prvo je studirao i Italiji (april i jun 1890), zatim u Francuskoj, gde je pohađao École pratique des hautes études. Doprineo je Encyclopédie française, preporučen od slaviste Luja Ležea. Sećajući se prošlosti, rekao je: "Nisam nikad imao toliko vremena na raspolaganju, toliko slobode duha, toliko radosti da učim od velikih figura čovečanstva, kao tada u leto 1890. godine".
U vreme kad se pripremao da dobije drugu diplomu, Jorga se zainteresovao i za filologiju, učeći engleski, nemački i osnove drugih germanskih jezika. Boravio je u Engleskoj i Italiji 1892, tražeći istorijske izvore za svoju tezu na francuskom o Filipu de Mezijeru, Francuzu koji je učestvovao u Krstaškom ratu u Aleksandriji. U međuvremenu postaje saradnik akademskog časopisa Revue Historique.
Ipak, nezadovoljan obrazovanjem u Francuskoj, Jorga je predao disertaciju, i 1893. otišao u Nemačko carstvo, na doktorske studije na Humboltovom univerzitetu u Berlinu. Rad o Markizu de Saluzou mu nije bio prihvaćen, jer Jorga nije studirao tri godine, kako se zahtevalo.
Kao alternativu je naveo da je rad u celosti njegov, ali je njegovo promovisanje tehnički bio osporeno, sa ocenom da je tekst redigovan od strane boljeg govornika nemačkog jezika, iako intervencije nisu suštinski izmenile rad. Jorga je predao doktorat na Univerzitetu u Lajpcigu; za svoj rad, procenjen od tri slavna Nemca — Adolf Birh-Hiršendorf, Karl Lampreht i Čarls Vahsmut — dobio je diplomu u avgustu iste godine.
Jorga je 25. jula primio i diplomu od École pratique, za prethodni rad o Mezijeru, procenjen od strane Gastona Parija, Šarla Bemona i drugih. Vreme je provodio istražujući istorijske izvore u Berlinu, Lajpcigu i Drezdenu. Između 1890. i kraja 1893. objavljuje tri rada: svoj debi u poeziji (Poezii, Poeme), prvi deo iz serije "Skice iz rumunske literature" (Schițe din literatura română, 1893; drugi 1894) i rad iz Lajpciga, štampan u Parizu kao Thomas III, marquis de Saluces. Étude historique et littéraire.
Imajući na raspolaganju još jednu godinu, Jorga je proveo vreme u inostranstvu, istražujući više gradskih arhiva Nemačke (Minhen), Austrije (Insbruk) i Italije (Firenca, Milano, Napulj, Rim, Venecija itd).
Usredsredio se na istorijske ličnosti iz Moldavije i Vlaške, između ostalog i na spiskove Vladara Moldavije, Petrua Škijopula, njegovog sina Stefanicu i Mihaja Hrabrog. Družio se i sprijateljio sa mnogim istoričarima iz evropskih zemalja: urednicima Revue de l'Orient Latin, koji su Jorgine studije objavili po prvi put u Notes et extraits" i Francom Funkom-Brentanom, sa kojim je objavljivao u Revue Critique. Radovi su mu bili objavljeni i u dva rumunska lista u Austrougarskoj, Familija i Vatra.

### Povratak u Rumuniju
Jorga se vratio u zemlju u oktobru 1894. u Bukurešt. Menjao je više puta mesto stanovanja,dok se nije stabilizovao u oblasti Gradina Ikoanei. Prvo predavanje koje je održao te godine bilo je lično mišljenje o metodici istorije O aktulenoj koncepciji istorije i njenoj genezi.
Ponovo kreće u inostranstvo 1895, posećujući Holandiju, i ponovo, Italiju, tražeći dokumente, i obajvljujući prvi deo kolekcije Dokumenti i gragmenti rumunske istorije, jedna konferencija održana u Ateneul roman o rivalitetu između Mihai Viteazul i Giorgio Basta i debi u putopisnim beleškama sa Uspomene iz Italije . Posle je imenovan za urednika kolekcije istorijskih dokumenata Braća Hurmurzaki (Fratii Hurmurzachi), od strane Rumunske akademije a po predlogu prof. Xenopol, a sa obavezom da se odrekne od autorskih prava. Publikovao je drugi deo Dokumenti i fragmenti i studiju o Mézières (Philippe de Mézières, 1337–1405). Posle ispita koji polaže sa ocenom 9. 19. oktobra 1895. dodeljuje mu se titula profesora.
Godina 1895. je bila godina u kojoj je Jorga počeo saradnju sa univerzitetskim kadrom i političkim agotatorom Aleksandruom Jon Kuza (A. I. Cuza), sa kojim je osnovao Alijansu Univerzalnih Antisemita, čineći prve korake u anti semintskoj politici. Posle toga što je bio izabran za dopisnog član Akademije, vrati se u Italiju i istraživao više dokumenta o autonomnoj Kraljevini Hrvatska-Slavonija, u Dubrovniku. Pobrinuo se za publikovanje desetog toma Hurmurzaki, grupišući diplomatske izveštaje o kraljevini Pruskoj iz dve Dunavske Kneževine iz perioda 1703-1844. Pošto je proveo veći deo 1898. godine istražujući više tema, i nalog čega je predstavio rezultate Akademiji, išao je u Transilvaniju, najveći deo tadašnje Austrougarske naseljenu Rumunima. Istraživao je po arhivama iz Bistrice, Brašova i Sibiua, učinio je veliki napredak time što je utvrdio pravog autora nepotpisane vlaške hronike, Konstantin Kantakuzino, pisac i agitator iz XVII veka, čije su hronike služile kao istorijski izvori dugo vremena.
Objavio je više knjiga 1899:
- Manuskripti iz stranih biblioteka (dva toma);
- Rumunski dokumenti iz arhiva Bistrice;
- knjiga na engleskom o krstaškom ratu (dva toma)

Profesor Ksenopol je predložio svog učenika za punopravnog člana Akademije, kako bi zamenio Odobeskua koji je izvršio samoubistvo, ali njegov predlog nije bio podržan. Iste 1899. godine Jorga je, po prvi put, sarađivao u Bukureštanskom listu na francuskom jeziku L’Indépendance Roumaine, objavljujući polemičke članke o aktivnosti svojih kolega, provocirajući jedan dug skandal. Meta članaka su bili stariji slavni Rumuni, koji bući članovi PNL (Nacionalne liberalne stranke), su se suprotstavljali Omladini i Konzervativnoj partiji Titua Majoreskua (rum. Titu Maiorescu). Epizoda, opisana od Jorge kao jedan patriotski olujni debi, imao je za posledicu zahtev za njegovo izbacivanje iz Akademije zbog nečasnog ponašanja. Točilesku se osetio uvređenim od optužbi na njegov račun, provocirajući
Jorgu na duel, a njegovi prijatelji su intervenisali da ga umire. Drugi naučnik koji se suočio sa Jorginim optužbama bio je Đorđe Jonesku-Đon. Jorga je kasnije prihvatio da u njegovom slučaju,njegovi argumenti su bili preuveličani. U ovim polemikama, najviše podrške Jorgi su pružali Dimitrie Onćiul, N. Petrašku i iz inostranstva nemački lingvista Gustav Vejgand.

### Skandal iz 1906.
Godine 1903, Nikolae Jorga je postao jedan od vođa časopisa Samanatorul. Od tog momenta se distancirao od uticaja Majoreskua, odustajući od Žunimisma (Junimea) i pridružujući se struji etno-nacionalista i neoromantika koje je promovisao časopis. Zajedno sa povratkom u kulturu i novinarstvo, koja je podrzaumevala dugotrajne rasprave sa "starim" piscima i žunimistima Jorga se bavio i istraživanjima u domenu istorije. Godine 1904. publikuje rad u domenu istorije geografije Putevi i gradovi u Rumuniji, na poseban zahtev minstra obrazovanja iz Nacionalno liberalne stranke Spiru Haret,napisao je rad posvećen Štefanu Velikom, publikovana prilikom 400 godišnjice od njegove smrti u Istorija Štefana Velikog. Jorga je posvedočio da je rad činio deo obrazovne agende Hareta, i želelo se da se "distrubuira u svim delovima zemlje u 1000 primeraka". Pomaže u otkrivanju romansijera Mihaila Sadoveanua (Mihail Sadoveanu)nazivajući 1904 godinu, godinom Sadoveanua, koji
je za taj period bio najvažnija figura Samanatorista. Godine 1905, kada istoričar Onisifor Gibu postaje bliski prijatelj i učenik, napisao je 25 raznih naslova, od kojih dva toma:
- Istorija rumuna u kontekstu formiranja nacionalne ideje na nemačkom ;
- Istorija rumuna u skulpturama i ikonama;
- Sela i manastiri u rumuniji i jedan esej .

Posećivao je rumune iz Bukovine, u to vreme teritorja Austrougarske, i one iz Basarabije, teritorija Carske Rusije,i pisao je o borbi za kulturu u časopisu "Rumunski rod u Basarabiji". Nazivajući rusku autokratiju mračnjaštvom i ropstvom, dok za liberalniji režim iz Bukovine kaže da je "zlatni lanac" Nikolae Jorga se kandidovao na opštim izborima u Rumuniji 1905 i dobio je jedno mesto u Poslaničkom Domu (Camera Deputatilor). Ostao je nezavisan sve do 1906, kada se pridružuje Konzervativnoj Partiji, pokušavajuću po poslednji put da skrene tok Žunimi.
Njegov prelaz su se suprotstavili ljudi iz grupe ekstremnih nacionalista levičara iz frakcije narodnjaka, koji su ušli u Nacionalno-liberalnu stranku i ukratko posle toga, ušli u otvoreni konflikt sa Jorgom.
Nacionalistička kampanja Jorge je dostigla vrhunac te godine: profitirajući od talasa frankofobije u redovima mlade urbane populacije, Jorga je bojkotovao Narodno Pozorište "Jon Luka Karađiale",obavezujući glumce da na scenu stave komad u celosti na francuskom, uznemiravajući javnost. Prema nekim mladim Jorginim učenicima, budući novinar Pamfil šeikaru,stanje duha je bilo toliko močno da je Jorga mogao da izvede i Državni udar. Ti događaji su imali više političkih posledica. Tajna Državna služba za informisanje je otvorila dosije Jorgi, informišući rumunskog premijera Sturdzu o agitaciji nacionalista. Opažanju da je Jorga bio Ksenofob,doprineli su kritičari u nedeljniku "Literarni Život". Ilarie Kendi i mladi Euđen Lovinesku ismevali su sliku o tome da je Jorga superioran; Kendi je posebno kritikovao afirmisanje pisaca po etničkom a ne po principu vrednosti dela.

### Rumunski narod, pobuna seljaka i Valeni de Munte
Jorga se odvojio od časopisa Samanatorul 1906, praveći temelje za svoj list Rumunski rod. Ovo je bio rezultat razdora sa drugim literarnim krugovima, i dovelo je do kratke Jorgine saradnje sa novinarom lista Fat Frumos, Emilom Garleanuom. Novi list je ilustrovan portretima rumunskog seljaka u idealističkim pozama, koje su bile omiljene među učenim ljudima na selu (zato se i distribuirao besplatno), promovisao antisemitizam i govorio o beščašću vlasti.
Godine 1906, Jorga ide u Otomansko carstvo i posećuje Istanbul, gde je objavio Doprinos književnoj istoriji i Rumuni u Erdelju i Ugarskoj. Godine 1907. počeo je da izdaje list Floarea Darurilor. Objavio je i studiju na engleskom o Vizantijskom carstvu. U Rumuniji je, zajedno sa svojim učenikom Vasileom Parvanom, bio umešan u sukob sa istoričarom
Orestom Tafralijem, zvanično zbog jedne arheološke teorije, ali i zbog pokrajinskih sukoba u akademiji: Bukurešt i Transilvanija protiv Jašija gde je boravio Tafrali.
Prelomni momenat u Jorginoj političkoj karijeri se desio za vreme seljačke pobune iz 1907, započete za vreme kabineta Konzervativaca, i ugušene sa mnogo nasilja prema liberalima. I sam Jorga je smatrao da je rumunski seljak najzaostaliji u celoj Evropi, i da čak ni u Turskoj ne bi bio ostavljen na tako niskom nivou kao u rumunskom kraljevstvu. Ovaj revolt je naterao istoričara da napiše pamflet "Bog neka im oprosti", objavljen u njegovom lista Neamul Romanješk. Tekst, zajedno sa programima konferencija o poljoprivredi i sa programima pomoći žrtvama, učinio ga je opet protivnikom Nacionalne liberalne stranke, koja ga je proglasila za huškača.
Jorgina omiljenost raste i on biva ponovo izabran na izborima za poslanika. Jorga i njegova nova porodica su se selili više puta, prvo zakupljujući kuću u bukureštanskoj oblasti Gara de Nord. Posle toga je postao profesor na Univerzitetu u Jašiju, ali se nije tamo zadržao. Odlučuje da se 1908. preseli iz gradskih središta u vilu u mestu Valeni de Munte.
I pored optužbi, dobio je podršku od ministra prosvete Spirua Hareca. Preselivši se, pravi letnju školu, sopstveno izdavaštvo i štampariju. Te godine je objavio još 25 radova (jedan na nemačkom): Istorija Osmanskog carstva", Istorija rumunske crkve i antologiju o rumunskom romantizmu.
Godine 1909, u eri reformi, štampa svoje govore iz skupštine, zatim knjigu o ujedinjenju Moldavije i Vlaške iz 1859, te knjigu kritika o poeziji Mihaja Emineskua.

### Neuspesi iz 1909. i stvaranje PND-a
U ovom periodu života, Jorga je postao počasni član Udruženja Pisaca rumunije.Pokušao je da objavi svoja dela u časopisu "Samanatorul" i "Neamul Romanesk",a pisao je protiv sistema i načina oporezivanja. Oslobođena od restrikcija koja je postavljao režim u 1909, škola iz Valeni de Munte je transformisana u studentski centar, samofinansiran od prodaje poštanskih markica. Uspeh je napravio paniku u Austrougarskoj: novine Budapesti Hirlap je opisao Jorginu školu kao instrument kojim se služi da bi naterau rumune u Transilvaniji na pobunu. Jorga je snosio posledice u maju 1909, kada mu nije dozvoljeno da uđe u Bukovinu, jer je bio proglašen za persona non grata, i proteran na austrougarsko tlo.
A profesorima iz Bukovine je zakonom zabranjeno da slušaju Jorgine govore. Posle mesec dana, Jorga je u Bukureštu sreo engleza R.W. Seton-Watson. Kritičara Austrougarske, ovaj postaje Jorgin prijatelj, i pomaže mu da njegove ideje učini poznatim u
engleskim krugovima.
Godine 1910, kada je napravio turu kroz Staro Kraljevstvo gde je držao više konferencija,Nikolae Jorga je ponovo se priblizio A.C. Kuza kako bi osnovao antisemintsku stranku
Nacionalno-demokratska stranka (Partidul Nationalist-Democrat - PND).Delom zasnovan na antisemitskim revoltima iz 1907,njegova doktrina je opisala jevrejsku zajednicu iz rumunije
i jevreje generalno kao opasnost za razvoj rumunije.
Na njenom početku, stranka je koristila simbol svastike,promovisane od Kuze kao svetski simbol antisemitiszma i,kasnije,"arijevske rase".Takođe poznat kao PND,bila je prva
stranka koja je predstavljala interese sitne buržoazije,koristeći glasove da kako bi saplitala dve stranke koje su bile na vlasti već tri decenije.
Te godine je Jorga još publikovao još trideset radova,između kojih su se ubrajale i "Život žena u rumunskoj prošlosti","Istorija rumunske armije" i "Štefan Veliki i Manastir
Neamc".Njegova akademska aktivnost je dovela i do sukoba sa istoričarem umetnosti Aleksandru Tzigara-Samurkaš,kumom i bivšim prijateljem,koji se zalagao za kreiranje predmeta
Istorije Umetsnosti kao posebnog predmeta na Fakultetu.
Ponvo uključen u Akademiju i primljen za punopravnog člana,držao je govor maja 1911 na temu Filozofija istorije sa naslovom "Dve istorijske koncepcije",sa predgovorom koji je
napisao prof. Xenopol. Avgusta meseca iste godine,ponovo se obreo u Transilvaniji,u mestu Blaž (Blaj),gde je doprineo podizanju ugleda Udruženju za Kuturu ASTRA.
Napisao je svoj prvi doprinos rumunskoj drami sa komadom nazvanim Mihai Viteazu,jedan od dvadeset naslova publikovan te godine.
Piše prve studije o geopolitici Balkana u kontekstu Balkanskih ratova (Rumunija,njeni susedi i Orijentalno pitanje).Još je dao doprinos etnografiji sa radom "rumunska narodna
nošnja".

### Jorga i Balkanska kriza
Jorga ide u London 1913. godine, na Međunarodni kongres istorije, gde je predložio nove načine pristupa srednjem veku i jedan rad o društvenim posledicama pada Carigrada pod Turke u Moldaviji i Vlaškoj. Nakon toga je posetio Kraljevinu Srbiju, budući da je bio pozvan od strane Srpske akademije nauka i umetnosti, gde je predstavio radove o rumunsko-srpskim odnosima i padu Otomanskog Carstva.
U Drugom balkanskom ratu Jorga je mobilisan kada je Rumunija ratovala zajedno sa Srbijom protiv Kraljevine Bugarske. Zauzimanje Bugarske, podržane od Majoreskua i konzervativaca, viđeno je od Jorge kao imperijalistički potez.
Jorgino zanimanje za Balkansku krizu bilo je obrađeno u dve od četrdeset publikacija objavljenih te godine: Istorija Balkanskih država i Beleške jednog istoričara sa pogledom na Balkan. Takođe je uradio studiju o vladavini Konstantina Brankoveanua na početku XVIII veka: Život i vladavina Konstantina Brankoveanua. Objavio je prvi broj mesečnog časopisa "Drum Drept", koji je kasnije priključen časopisu "Ramuri". Otvorio je 1914. godine Institut za istraživanje Jugoistočne Evrope (osnovan njegovim zalaganjem) govorom na temu "Istorija Albanije".
Iznova je pozvan u Italiju gde je govorio u "Ateneo Veneto" o odnosima između Mletačke republike i Balkana, kao i o kulturi 18. veka. Usredsređujući se na Albance, Jorga je otkrio najstariji istorijski dokument napisan na albanskom jeziku.
Osniva 1916. bukureštanski akademski časopis Revista istorika (Revista Istorică), kao rumunski pandan časopisima Historiše cajtšrift i Ingliš historikal rivju.

### Proantantski profil Jorge
Umešanost Jorge u političke rasprave postali su karakterestični za njegov život u periodu Prvog Stestkog Rata.Godine 1915,kada je Rumunija još bila neutralna,prešao je u tabor
nacionalista,frankofila i pro Antante,tražeći da se povede rat protiv sila osovine da bi vratio Transilvaniju,Bukovinu i druge regije zauzete od Austrougarske; da bi postigao cilj,postao je aktivni član lige za kulturno ujedinjenje svih rumuna,i organizovao je velike proteste podrške silama Antante u Bukureštu.
Kao razboriti anti-Austrougarin, Jorga je usvojio intervencionitičku agendu bez kašnjenja. Njegove agzaltacije su bile ismevane od strane militantnog pro-transivanije i protivnika rata Euđena Lovineskua,koji je Jorgu koštao mesta u Ligi za kulturno ujedinjenje.Istoričar je kasnije svedočio da je kao i Jon Bratianu i kabinet Nacional Liberala
,čekao najbolji momenat za napad. Na kraju, njegovi napori "antantiste" su bili snažno podržani od javnih ličnosti kao što su Aleksandru Lapedatu i Jon Petrovič,ali od grupe
za nacionalnu akciju Takea Joneskua. Jorga je bio i u krugu ličnih prijatelja mladog Kralja,Ferdinanda I,koga je smatrao dobronamernim ali bez ambicija. Jorga je negde tretiran
kao tutor mladom Princu Karolu (budući Kralj Karol II,koji je posećivao kurseve u školi u Valeni de Munte).
U polemici sa Vasileom Sion iz oktobra 1915,jedan fizičar germanofil,Jorga je opravdao svoje sumnje koje imao u vezi Nemaca iz rumunije i pozdravljao rumune koji su napuštali
Austrijsku vojsku. Antantisti koji su želeli transilvaniju nazad su se okrenuli protiv narodnjaka,koji su žalili sudbinu rumuna iz Besarabije,regije koja se našla pod okupacijom
Carske rusije sa pristankom Antante.Narodnjački teoretičar Gabaret Ibraileanu,editor publikacije "Rumunski Život",optužio je Jorgu da nije nikako podržao Basarabiju.
Jorga se osvrnuo na političke tebe u izveštaju predatim Akademiji 1915 godine,naslovljen "Pravo na život malih država",a i u mnogim od 37 knjiga koje je objavio te godine:
- Istorija rumuna iz Ardeala i Ugarske;
- Politika Austrougarske prema Srbiji ;

itd.
Iste 1915, Jorga završava rad iz istorije ekonomije,"Istorija trgovine kod rumuna",a i jedan tom o istoriji rumunske literature i filozofije.
Pre leta 1916,zamenio je Bukurešt za Jaši,da bi zamenio Xenopola,koji je bio bolestan,na Univerzitetu u Jašiju.Završio je kolekciju studija i dokumenata,koja obuhvata njegove
komentare o 30000 dokumenta u 31 tomu.

### Izbeglištvo u Jašiju
Na kraju leta 1916. zajedno sa uspostavljanjem saveza sa Antantom vlade Batianua, Jorga je izrazio svoje zadovoljstvo u jednom komadu koga je nazvao "Čeasul" (Čas):
"Došao je momenat koga smo očekivali vekovima,za koji smo živeli ceo naš nacionalni život, za koji smo radili i pisali, borili se i mislili". Došao je čas kada i mi čovećanstvu tražimo pravo da živimo za nas,pravo da nikom više ne damo kao robovi rod našeg truda."
Međutim, rumunska kampanja je doživela neuspeh, terajući rumunsku Armiju i celu administraciju da evakuiše zone sa juga, zajedno sa Bukureštom, da bi se sklonili od nemačke okupacije. Jorgina kuća u Valeni de Munte je ostavljena i okupirana je od strane neprijatelja,i prema Jorgi, bila vandalizovana od nemačke Armije.
Još član Parlamenta, Jorga se pridružio vlastima i privremenoj prestonici - Jaši, ali se usprotivio premeštaju Moldavskih vlasti izvan Moldove okupirane od Carske Rusije.
Jorga, koji je preštampavao "Neamul Romanesc" u Jašiju, prekinuo je privremeno aktivnosti na Univerzitetu u Jašiju, počeo je da radi u propagandnom ratnom listu "Rumunija", doprinoseći i međunarodnoj publikaciji R.W. Seton-Watson "The New Europe". Te godine je publikovao i mnoge brošure posvećene održavanju morala među vojnicima: "Rat koji je u toku i njegove posledice u moralnom životu čovečanstva,uloga privatne inicijative u javnom životu,saveti za rumunske vojnike"
Preveo je sa engleskog i odštampao "Moja zemlja",jedan patriotski esej Kraljice Marije. Sve veća kriza doprinela je da Jorga pravi apele protiv defetizma i da preštampa "Neamul Romanesk" iz Jašija, objašnjavajući: "Shvatio sam sada koja moralna podrška bi mogla da posluži za hiljade ljudi obeshrabrenih, i bez iluzija, i protiv izdajnika kojih ima svugde. "Cilj je bio da se podigne moral,i Jorga objavljuje rad gde diskutuje o "nacionalnom principu", i "Odnosi rumuna i saveznika;Istorija odnosa između Francuske i Rumunije", nacionalni karakter ili protiv opadanja morala.
Njegov ideal za moralni preporod u vreme rata bio je kompletiran i željom za agrarnom reformom. Bratianu se nije protivio predlogu, ali se plašio da se vlasnici zemlje
ne pobune. Jorga mu je sarkastično odgovorio: "tako kako si ubijao seljake Bojeri profitiraju, tako češ ubijati Bojare da seljaci profitiraju."
Maja 1919. Rumunija je pristala da potpiše Bukureštanski tratat, smatran od strane Jorge kao ponižavajuće primirje ("Naši preci bi pre želeli smrt"); odbio je da primi katedru Univerziteta iz Bukurešta. Nemačke vlasti u Bukureštu su reagovale i njegova dela su zabranjena.

### Velika Rumunija i vođstvo u senatu
Jorga se vratio u Bukurešt,nakod što je Rumunija ponovo se povezala sa Saveznicima a nemačka vojska napustila zemlju.Politička nesigurnost je prestala krajem jeseni,kada je pobeda saveznika na zapadnom frontu doprinela porazu nemačke. Slaveći Jorga je napisao: "Ne može biti većeg dana od ovog za celo čovečanstvo".Još je primetio da je Bukurešt postao "jedan pakao pod vođstvom neba".Tad je bila i premijera njegovog komada, "Uskrsnuće Štefana Velikog",u Narodnom Pozorištu prestonice,koja je nastavila da objavljuje
njegove tekstove do 1936.Bio je reizabran u donji dom novembra 1918,postajući predsednik,budući ujedno i prvi čovek koji je to postao u Velikoj Rumuniji.
Te godine je prisustvovao proslavi 360 godišnjice rođenja Mihaia Hrabrog. Prvog decembra,kasnije slavljen i kao dan nacije,Jorga je prisustvovao ujedinjenju sa Transilvanijom
,budući jedan od hiljada rumuna koji su se okupili u Alba Juliji da bi tražili ujedinjenje na osnovu prava na samoopredeljenje.
Bio je ignorisan od Kralja Ferdinanda,i bazirao sa na podršku Bratianua. Nije bio pozvan na Mirovnu Konferenciju u Parizu,podržao je Kraljicu Mariju u njenoj ulozi neformalnog
pregovarača Rumunije,koje je doprinelo bližem prijateljstvu.
Kratko vreme posle formiranja Velike Rumunije,Jorga je objavio ko su saradnici neprijatelja iz rata. Tema je bila onrađena u jednom govoru iz 1919 koga je držao pred članovima
Akademije,gde je bio kritikovan od akademika Germanofila,odbijajući da prime Narodnjaka Konstantina Sterea.
Nije uspeo da obezbedi podršku da bi se oslobodio od profesora germanofila na Univerzitetu,zahtev je ponovo potpalio konflikt između njega i Aleksandra Samurcaš,koji je bio deo
administracije postavljena od nemaca posle okupacije Bukurešta. Dvojica književnika su nastavili raspravu pred sudom i,do Jorgine smrti,je predstavljala istorijsku ekskluzivnost
iz skorije istorije.
Posle izbora 1919, Jorga je postao član Senata,predstavljajući domakrat-nacionaliste. Nisu podržavali univerzalni pristup i usvajanje simbola za izbore koji su promovisali
političku nepismenost,Jorgina stranka je koristila simbol dveju spojenih ruku (kasnije zamenjen sa crnom zastavom i srpom).Izbori nisu sledili stari politički obrazac:
Jorgina stranka je bila treća,iza njega su bile dve nove stranke,PNR i Seljačka Stranka,sa kojima je formirao Parlamentarni Blok sa kabinetom ministara predvođenim
Aleksandrom Vaida-Voevod. Ovakvo ujedinjenje bivših rivala je sve više pokazivalo sve više sumnji,koje je Jorga inače gajio,prema Bratianuu,koji je bojao Jorge.
Isto 1919 godine,Jorga biva izabran za predsednika Lige Kulture,gde je održao govor o "pravima rumuna na teritoriji zemlje",bio je imenovan u upravu Komisije
Istorijskih Spomenika,i sretao se sa više akademika iz delegacije poslatih iz Francuske u Rumuniju. Zajedno sa herojem iz Prvog Svetskog Rata Septime Gorceix,pripremio je
"Antologiju rumunske literature".Te godine Francuska je dodelila najvišu počast Jorgi,Legiju časti.
Kao predsednik i osnivač "Asocijacije Biblioteka iz rumunije",Jorga je držao vezu sa najmalđim intelektualcima iz Transilvanije:uzeo je udela u reorganizaciji Univeziteta
Franz Joseph,uspevši da predavanja koja su bila na mađarskom zameni sa predavanjima na rumunskom,gde je sreo književnike Vasile Parvan i Vasile Bogrea (koji su ga prihvatili
sa izrazima "naš genije zaštitnik"),i publikovao hvalu na adresu poete tradicionaliste Lučijana Blage. Imao je korespondenciju sa intelektualcima iz svih krajeva,i rumun je
kome su u istoriji rumunije poslato najviše pisama.U vreme jednog putovanja okolo rumunije, napisao je još 30 knjiga,od kojih "Istorija Rumuna sa Balkanskog Poluostrva":
arumuni,istrorumuni i meglenorumuni,Istorija Francuskog naroda,Za dušu onih koji rade,i Istorija Mihaja Hrabrog. Bila mu je dodeljena titula doktota nauka Univerziteta iz
Strazbura,a njegovi spisi o Albaniji,sakupljene od poete Lasgush Poradeč,postale su : "Kratka Istorija Albanije".
U Bukureštu je Jorga primio poklon od obožavalaca,novu kuću u Bulevaru Bonaparte.

### Politika 1920-tih
Koalicija se rasturila krajem meseca marta 1920 godine,kada je Ferdinand rasturio Parlament.
U vreme izbora u rumuniji 1920,Jorga je bio pozvan od novinara Sever Dan sa de kandiduje za poslanika u Transilvaniji,učestvovao je i dobio mesto u okrugu Kovurlui.
Jorga kritikuje PNT zbog regionalne vlade u Transilvanije,i Seljačku Stranku zbog želje da predstavlja sve seljake.
U martu 1921,Jorga je imao nov konflikt sa Stereom. Zadnji je zbog pozicije u zadnjem ratu,budući da je nagrađen za pregovore Ujedinjenja Basarabije sa rumunijom,i izabran na listi Seljačke Stranke u okrugu Soroka. Jorgin govor "Stereovo izdajstvo",privuklo je pažnju na germanofila Sterea (sa citatima izvađenim iz konteksta),diskusija koja je sledila
je potvrdila Stereov mandat kao poslanika okruga Soroka.
Najviše glasova je dobila Narodna Stranka,jedna radikalna stranka,predvođen od ratnog heroja Aleksandra Evreeskua.Jorga,čiji PND je sa Seljačkom Strankom i nekoliko manjih stranki
Nacionalnu Federaciju za demokratiju. Jorga postaje više napredan a manje antisemita,proces na kraju je Kuza napustio Demokrat-Nacionaliste da bi uspostavio Nacpinal-hrišćansku ligu za odbranu. Shodno svedocima te dve partije,Jorgina i Kuzina još uvek su delile antisemitske stavove,iako je Jorgina stranka bila stava da treba da se obeštete oni koji su stradali
u toku rata.

### Međunarodne inicijative i put u Ameriku
Jedan važan momenat u Jorginoj evropskoj karijeri je bio 1924,kada se u Bukureštu održao Internacionalni Kongres Vizantijskih Studija,na kome su učestvovali najvažniji
eksperti iz oblasti. Predavao je i na Italijanskom Institutu Ramiro Ortiz iz Bukurešta. Tada je Jorga bio imenovan za poštovanog profesora Univerziteta u Parizu,i biva počastvovan
da primi strane studente u Valeni de Munte,i publikuje jedan broj naučnih radova i eseja,kao: "Kratka istorija Krstaških Ratova","Pitoreskna Rumunija",i jedan tom namenjen
zajednici "Rumuni Amerikanci".
Godine 1925,kada je bio izabran za člana Poljske Akademije Nauka i Umetnosti,Jorga je držao konferencije u više evropskih država, uključujući i Švajcarsku (gde je govorio u Ligi Nacija) o stanju Etničkih zajednica u rumuniji. Njegova Bibliografija iz 1925 uključuje 50 naslova.Uvećao je svoju imovinu gradeći vile u dva turistička mesta: u Sinaji, i
Mangaliji.
Jorga je ponovo bio u inostranstvu godine 1926. i 1927,držeći govore na više tema na sastancima u Francuskoj,Engleskoj,Italiji,Švajcarskoj,Danskoj,španiji,Švedskoj i
Kraljevini Jugoslaviji,a mnogi njegovi radovi su prevedeni na Francuski,Engleski,Nemački i Italijanski.Godine 1926 je napisao prvi od četiri toma "Eseji o sintezi istorije čovečanstva",zatim 1927 "Istorija industrije kod Rumuna","Izvor i smisao demokratije",jednu studiju o doprinosu rumunije u rusko-turskom ratu "Rat za nezavisnost".
U rumuniji, PND se spojio sa PNR,stvar prihvaćena od Jorge,koji je dobio ponudu da bude Predsednik unije.
Godine 1927 je jedno vreme bio lider Panevropske Unije,stvorene kao internacionalne od [Richard Nikolaus von Coudenhove-Kalergi] .Kao doktor 'honoris causa' Univerziteta iz
Đenove, počeo je predavanja na Univerzitetu u Parizu o politici Levantista i,tokom 1928 je bio ponovo pozvan da drži predavanja i Španiji,Švedskoj i Norveškoj.
Radovi objavljeni u tom periodu obuhvataju političke eseje "Evolucija ideje slobode",nove istorijske studije i njegova predavanja : "Istorija obrazovanja","Četiri konferencije
o istoriji engleske","Najudaljenija latinska zemlja u evropi: Portugalija".Pored mesta profesora na Fakultetu Istorije Univerziteta u Bukureštu Jorga je posta i profesor
književnosti na u toj instituciji. Posle imenovanja za rektora Univerziteta 1929,slede nove konferencije u Francuskoj,Italiji i Španiji i objavio je 40 knjiga na temu
Rumunski Folklor i Istorija Skandinavije. Neko vreme je držao predavanja književnosti,menjajući profesora Jon Bianu. Sprijateljio se sa istraživačem Konstantin K. Đuresku,sinom
istoričara Konstatina Đuresku, koji je bio Jorgin rival.
Jorga je 1930 započeo jedno dugo putovanje:održao je predavanja u Parizu u januaru,posle je otišao za Đenovu i,odatle u Sjedinjene Američke Države,gde je posetio dvadeset
gradova,buduči pozvan od rumunske dijaspore i gde se sreo i sa Predsednikom SAD Herbertom Huverom. Bio je poačasni gost Univerziteta Case Western Reserve,gde je održao govor
na engleskom.Vraćajući se u London, da bi učestvovao na Isternacionalnom Kongresu Istorije, Jorga je proglašen za doktora 'honoris causa' Univerziteta u Oxfordu sa predavanjem
o Titus Livius-u.Osnovao je Institut Kasa Romena (rumunska kuća) u Veneciji. Napisao je dela "Amerika i rumuni iz Amerike" i "Pogled na Švajcarsku" i pozorišne komade "Sveti Francis" i "Izgubljeni sin".Godine 1931-1923 bio je proglašen za doktora 'honoris causa' na četiri druga univerziteta (Univerziteta u Parizu,Univerziteta Sapienza iz Rima,
Univerziteta Stefan Batory iz Vilnusa,Univeziteta Comenius iz Bratislave), bio je primljen u Accademia dei Lincei i Academia din Arcadia,i objavio preko 40 naslova godišnje.

### Premijer
Jorga je postao Premijer rumunije u aprilu 1931,na zahteh Kralja Karola II,koji se vratio iz egzila da bi zamenio svog sina,Mihaja I.Njegove Relacije sa monarhom autoritaristom
su se poboljšale od vremenea kada je ovaj posećivao Jorgu u vili u Valeni de Munte 1930. godine. Jedan istoričar savremenik,Hugh Seton-Watson (sin R.W. Seton-Watson),dokumentovao je da agrarna politika konfiskacije koju je sproveo Karol II je bila u ličnom interesu Kralja,beležeći "ogromna sujeta profesora Jorge ga je ponovo odvela u Kraljeve ruke".
Nesmotrena ambicija Jorge je spominjana i od istoričara kulture Z. Ornea,koji je između ostale i Jorgu ubrajao u one koji su se suprotstavljali obaranju Karola sa trona.
Za kratko vreme,Jorgina podrška kontroverznom monarhu,je doprinela raskidanju koalicije PNR i Seljačke Stranke.
Još jednom na tronu,Karol je pravio tehnokratske eksperimente,pozajmljujući profesionalce iz više političkih partija,i tesno povezujući Jorgu sa Ministarstvom Administracije i
unutrašnjih poslova i Konstantinom Arđetoianu. Jorga je prošao na Opštim izborima u rumuniji 1931,posle kojih je predvodio koaliciju nacionalne unije,sa podrškom od strane protivnika,nacional-liberala. Za vreme kratkog mandata proputovao je celu zemlju,posećujući oko 40 gradova i opština. Bio je i u jednoj državnoj poseti u Francuskoj,gde je bio
primljen od premijera Aristide Briand i njegovog saveznika André Tardieu.U znak priznanja kao Albanologu,Albansko Kraljevstvo mu je dodelilo imanje u gradu Saranda,gde je Jorga
napravio rumunski Institut za arheologiju "rumunski Institut u Albaniji".
Glavni sukob Karola iz Jorginog mandata je bio sa Gvozdenom Gardom (Garda de Fier),jednom fašističkom organizacijom cije članstvo je bio u porastu.Marta 1932,Jorga je potpisao
ukaz kojim se pokret stavlja van zakona,ukaz koji je predstavljao početak sukoba sa interesima osnivača garde Korneliu Zelea Kodreanu.
Zakon o obrazovanju je pružao univezitetima autonomiju,za šta je Jorga se borio još dvadesetih godina,bila je smatrana nerealnom od strane Florian Štefanesku-Goanga,koji je
smatrao da to ohrabruje političke agitatore da putuju van zemlje.
Osnovao je još jednu letnju školu u turističkom mestu Balčik (Balcic) u Dobrođi (Dobrogea)
Veliki problem sa kojim se Jorga suočavao je bila ekonomska kriza,deo Velike ekonomske krize u svetu,bez uspeha da je nuetrališe.
Kabinet je probao da implementira brisanje dugova uzgajivača palih u dugove finansijskog tržišta i potpisao jedan ugovor sa Argentinom, velikim izvoznikom poljoprivrednih proizvoda,da probali da limitiraju deflaciju.Loše vođenje ekonomije učinilo je istoričara metom poniženja i u široj javnosti.
Buđetski deficit je bio smanjen kroz mere drstičnih smanjenja primanja svih koji su na buđetu,dovodeći do razočarenja srednje klase,koja je počela da podržava Gardu još više.
Drugi kontroverzni aspekti su možda bili favorizacija i nepotizam: viđen kao centralna akademska figura,Jorga je pomogao porodici George Bogdan-Duika i Parvan,promovišući mladog
istoričara Andrei Oceteta, i imenujući svog prijatelja (s kojim se orodio) Kolonel Kiresku za prefekta Okruga Storožinec .
Njegov mandat je još poznat po rastućim tenzijama izmeđđu PND u Bukureštu i bivših saveznika u Transilvaniji:Jorga je došao na vlast posle širenja glasina prema kojima
PNC podržava "transilvanijsku zaveru",Jorgin kabinet nemajući nijednog političara iz Transilvanije je bio otvoren za njih,stvarajući ministarstvo nacionalnih manjina.
Nikoae Jorga je dao ostavku na funkciju u maju 1932,vraćajući se u Akademski život. Ostavka je usledila posle nesporazuma između Karola II i frakcije desnice PNC,koja je nametnula za premijera Aleksandra Vaida Voevod.PND je brzo postao mala partija u političkom životu.Preživeo je kroz savez sa nacional-liberalima ili sa Avereskuom,za vreme
kada je Arđetoianu otišao iz stranke da bi napravio malu agrarnu grupu. Jorga je pisao sećanja, štampane pod naslovom "Pod tri kralja",sa kojima je hteo da kontrira
političkim protivnicima.
Osnovao je Muzej Svete Umetnosti,vođen od strane Palate Kreculesku.

### Sukobi sredinom 1930-tih
Politički konflikti su se reflektovali i na njegov akademski život:suprotstavio se snažno jednoj novoj generaciji istoričara,koja je uključivala Đureskua mlađeg, 
P.P. Panaitesku i George Bratianu. Posredi je bila jedna naučna rasprava:svi trojica naucnika, koji su rarađivali sa "Istorijski Časopis Rumunije",su smtrali da su Jorgine
studije i naučni radovi političke spekulacije,politikanstvo ili didaktički neupotrebljivi materijal. Sledećih godina Jorga je imao različita mišljenja i sa njegovim učenikom
iz Transilvanije Lucijan Blaga,pokušavajući da zaustavi njegov prijem u redove Akademika iz razloga razlika u filozofiji i literarnih preferencijala. Sa Blagine strane je bio
psiholog Bazil Munteanu;njegova korespondencija sa Blagom je uključivala oštre primedbe na adresu Jorgine "vulgarnosti" i političke kulture.
Na putu za jedan pan-evropski kongres,Jorga je pobudio više kontroverzi učestvujući, u Rimu,na proslavi desetogodišnjice Marša na Rim iz 1923,koga je slavila Fašistička Italija.
Nije više učestvovao na konferencijama iz 1933,posetio je Francusku,i ponovo je preuzeo mesto profesora na Bukureštanskom Univezitetu;publikovao je još oko 37 knjiga,i u
avgustu 1933 je bio na Istorijskom Kongresu u Varšavi. Njegov nov projekat je bio jedna varijanta Poljsko-Rumunske alijanse,radeći zajedno sa pesnikom i diplomatom Aron Kotruš
da bi učinio rumuniju poznatu u Poljskoj.
Godine 1934,Jorga je javno osudio Gardu,nakon ubistva premijera Jon G. Duka.U vreme hapšenja u redovima Legionara,Jorga je intervenisao da bi oslobodio filozofa nacistu Nae Jonesku,i pozvao je pesnika Legionara Radu Gyr da bi održao jedan govor u Valeni de Munte. Bratesku u to vreme kritikuje moderniste u časopisu "Istorija savremene rumunske literature" i poeziju Argezija u štampi. Sve u 1934,Jorga je objavio knjigu koja objašnjava njegov pogled na rumuniju na početku modernog perioda "Bizant posle bizanta",i tri toma "Jedna Istorija vizantijskog života".Sledio je tom sečanja "Moji horizonti. Jedan ljudski život takav kakav je bio".
Jorga je iznova putovao u evropu,održavajući više konferencija pod skutom Lige za Kulturu,pozivajući istoričara Franz Babinger da drđi jedan govor u rumuniji.
Obrevši je ponovo u Jašiju,istoričar je učestvovao na proslavi Dimitria Kantemira (Dimitrie Kantemir),čiji zemni ostaci su bili doneseni iz USSR da bi bile sahranjene u
Rumuniji.Godine 1935 publikovao je novu varijantu toma "Istorija Mihaia Hrabrog","Koreni Dimiria Kantemira","Komemoracija ujedinjenja Ardeala" i dva toma "Sečanja".
Ostali eseji su bili o karijeri slavnih intelektalaca iz XVII veka Antim Ivireanu,Axinte Aricariul,i Konstantin Kantakuzino. Zajedno sa njegovom ćerkom Lilianom je napisao
jedan vodič kroz Bukurešt.Godine 1936 je predavao na univerzitetu iz Pariza,i održao jednu konferenciju Société des études historiques,pre nego što će voditi
Internacionalni Komitet Istoričara u Bukureštu. Bio je i u Holandiji gde je održao govor o socijalnoj istoriji Vizantijskog Carstva,"Vizantijski Čovek".
Na povratku želeći da obnovi kampanju protiv modernista Jorga osniva časopis "Kuđet Klar" (Cuget Clar).
Javno je izrazio brigu u vezi ekspanzionitičkih želja Kraljevine Ugarske,koja je želela da ponovo osvoji Transilvaniju,ujedno skrećući pažnju na opasnost koju predstavlja
Nacistička Nemačka,i želju Ugarske za revanšom. Na sličan način je izrazio mišljenje o sovjetskoj opasnosti i sudbini rumuna iz USSR,sarađujući sa izbeglicom i anti komunistom
Nikita Smokina. Jedan deo ovih stavova je bio i objavljen na rumunskom nacionalnom radiju,u emisiji "Saveti po mraku".ZAvršio je je nekoliko tomova,
- Moja borba protiv gluposti;
- Istorija rumuna (dva toma);

### Povlačenje 1937. i proces Kodreanu
Nikolae Jorga je bio počašćen da Bukureštanski Muzej Istorije Čovečanstva otvori Kralj Karol II, predat na brigu Ligi za Kulturu. Pretnje smrću od Legionara su učinile da se povuče sa Univerziteta. Povukao se u Valeni de Munte ali je ostao aktivan na akademskoj sceni, držeči jedan govor o "razvoju ljudskog duha" na Svetskom Institutu za Istoriju, i postavši dopisni član Akademije za Istoriju iz Čilea. Imao je za učenika Eugen Wolbel, koji je skupljao podatke o rumunskim Kraljevima. Imao je kratko učešće u političkom životu. Jorga je učestvovao na kongresu Lige za Kulturu u Jašiju, gde je javno tražio da se Gvozdena Garda (legionari) stave van zakona, iz razloga što su služili interesima nacista, i držao je i govore o opasnostima rata u Valeni de Munte. Nastavio je borbu protiv modernizma sa njegovim učenikom N. Đeorđesku-Kokoš u časopisu "rumunski rod", šaljuči i jedan specijalni izveštaj o "pornografiji" modernista.
Godine 1938. se prudružio vladi Mirona Kriste. Sa pozicije Kraljevskog savetnika nije pokazao previše podrške partiji Front Nacionalnog Preporoda,jedinoj stranci u zemlji, stranka koja je bila pro Fasisticka ali anti Legionarska (videti ustav rumunije iz 1938). Jorgi je zasmetalo nametanje nošenja uniformi svim zvaničnicima,nazvaši je "tiranijom", i podsmevao je one koji su pisali novi ustav,ali je poštovao promene. U aprilu Jorga je bio usred jednog skandala koji je doprineo hapšenju Kodreanua (vođe Legionara) i njegovom ubistvu. Do tada, istoričar je napadao politiku Garde o osnivanju malih preduzeća i dobrotvornih akcija. Ovo je učinilo da se Kodreanu da napiše otvoreno pismo, u kome je Jorgu nazvao "nečasnim" i "nekorektnim". Premijer Armand Kalinesku, koji je tražio zabranu aktivnosti Legionara, odgovorio je na zahtev Jorge, naređujući da se Kodreanu izvede pred sud sa optužbom za zaveru. Neočekivana konsekvenca te odluke je bila ostavka, u znak protesta, generala Jona Antoneskua, sa meste ministra Odbrane.
Jorga je odbio da učestvuje u procesu;u dopisima koje je slao sudijama,tražio je povlačenje optužbi za klevetu,i upozorio je da Kodreanu Zelea Korneliu bi treao da ide na
programe za psihičku rehabilitaciju.
Godine 1939,posle kampanje za osudu Garde u celini za terorizam,Jorga se pojavio za govornicom Senata da bi zatražio prekid nasilja. Napustio je zemlju da bi predavao u Parizu.
Publikovao je nove tomove iz "Istorije rumuna",i završio je rad na drugim knjigama: 1938, 
- Ulazim u odbranu zapadne granice;
- Nemačka misao i delo;
- Međe i nacionalni prostor,

1939
- Istorija Bukurešta;
- Parlamentarni govori;
- Univerzalna istorija viđena kroz literaturu;
- "Nacionalisti i granice;
- Duševna stanja i ratovi;
- Sva poezija N. Jorge

I dva toma pod naslovom "Sećanja". Sve 1938, Jorga je otvorio teatar na otvorenom u Valeni de Munte sa jednom svojom dramskom kreacijom "Osveta zemlje".
Objavio je 45 naslova, uključujući i komad o Kritini Švedskoj "Kralj Kristina", i jedan ciklus anti ratnih poema. Nekoliko anglofilskih eseja su bile uključene od Mihaila Farkašanua u "Rumanian Quarterly", čiji je cilj bio očuvanje anglo-rumunskih odnosa.
Jorga je iznova bio mandatar na Bijenalu iz Venecije 1940. Brza dešavanja u politici su učinila da se koncentriše na militantne i aktivnosti novinara. Držao je više konferencija i posvetio više artikala očuvanju granica Velike Rumunije si anti Legionarskoj stvari: "Kainov znak","Neznanje gospodar sveta", "Putnik na putu vukova" itd. Jorga se plašio izbijanja Drugog svetskog rata i bio je ožalošćen prateći Bitku za Francusku, događaj koji je opisan u eseju "Sećanja sa mesta aktuelnih tragedija". Uradio je varijantu "Promettheus Bound", tragediju koja je izražavala zabrinutost za rumuniju, njene saveznike,si nesigurnu političku budućnost.

### Jorgino ubistvo
Režim Karola II je propao 1940. godine. Neočekivana sovjetska okupacija Besarabije i Bukovine šokirala je rumunsko društvo i revoltirala Jorgu. Na drugoj sednici Krunskog saveta, održanoj 27. juna, bio je jedan od šest od ukupno 21 člana koji se usprotivio ultimatumu SSSR, uporno tražeći odbranu Basarabije (Moldavije).
Nakon toga je severna Transilvanija predata Mađarskoj Bečkim dogovorom, drugim rečima, nastala je moralna i politička kriza koja je dovela do uvođenja države "Nacionalnih legionara", sa Jonom Antoneskuom kao "vođom". Jorga odlučuje da otkaže objavljivanje časopisa Rumunski rod, objašnjavajući: "Kad je došlo do poraza, zastava se ne predaje, nego se njeno platno raširi usred srca. Srce naše borbe je bila ideja nacionalne kulture".
Smatrajući ga krivim za ubistvo Kodreanua (jednog od čuvenih legionara), legionari prete Jorgi pismima punim mržnje, člancima u štampi legionarskog pokreta Buna Vestire i Porunka Vremi, te javnim govorima u mestu Valeni de Munte. Jorga se usprotivio novom državnom uređenju, podržavajući Kralja koji je bio primoran da abdicira.
Jorga je morao da napusti svoj dom u Bukureštu, gde je imao kuću, a nakon nemira novembra 1940, i Valeni de Munte. Preselio se u vilu u mestu Sinaja, gde je završio "Istoriju čovečanstva".
Bio je odveden od jedne grupe legionara — Jon Turkan, Štefan Kožokaru, Trajan Baiku, Štefan Jakobete i Tudor Daku — popodne 27. novembra, i ubijen pored Trgušoru Veki, u mestu Strežnik. Na Jorgu se pucalo dva puta, iz pištolja 7,62 i 6,35 milimetara. Jorgino ubistvo je često pominjano uz ubistvo političara Virđila Madđearua, otetog i ubijenog iste noći od legionara, kao i sa masakrom u Žilavi (Jilava), gde je stradao administrativni aparat Karola II.
Ove incidenti pobune legionara, dovedeni u vezu sa otkrivanjem i ponovnom sahranom ostataka Kornelija Zelea Kodreanua, bili su samoinicijativno delo legionara, praveći tenzije između njih i njihovog vođe Antoneskua. Članovi Gvozdene garde (Garda de Fier) smatrali su Jorgu odgovornim za ubistvo njihovog komandanta Kodreanua u vreme vladavine Karola II Rumunskog, nakon otvorenog pisma koje je Jorga uputio Kodreanuu, kao kraljevski savetnik, optužujući ga za klevetu, nakon čega je protiv Kodreanua započet sudski proces. Jorga je napisao nekoliko dopisa da se proces protiv Kodreanua suspenduje, ali organi nisu reagovali na njih.
Jorgina smrt je primljena sa zaprepašćenjem i proizvela je pravi potres u akademskim krugovima. Posle saznanja da je Jorga ubijen, 47 univerziteta i akademija sa cele planete su podigle zastavu žalosti u Bernu. Posmrtni govor je bio održan od francuskog istoričara u egzilu Henri Fokilon iz Njujorka, nazivajući Jorgu jednim od "legendarnih osoba", zasađenih za večnost, u tlu jedne države i istorije civilizacije.
U zemlji su legionari zabranili javno oplakivanje Jorge, sa izuzetkom jednog nekrologa u listu Universul i jedne ceremonije održane u rumunskoj Akademiji.
Zadnji pozdrav je bio od filozofa Konstantina Raduleskua-Motrua, koji je Jorgu nazvao, "najhrabrijim intelektualcem nacije", "svom mudrošću i originalnošću jednog rumunskog genija", "oličenjem intelektualne moći našeg roda na najvišem mogućem nivou".
Jorgino telo je bilo sahranjeno na groblju Beluu u Bukureštu, istog dana kada i Madđearuovo. Prisutni, među kojima su se nalazili i strani političari i diplomate, prkosili su zabrani legionara. Poslednji Jorgini tekstovi, sakupljeni od njegovog mladog učenika G. Brateskua, došli su do književnog kritičara Šerbana Čioleskua i nakon toga objavljeni.

Jorga 1893. postaje dopisni član Rumunske akademije, sa samo 23 godine. Godine 1894, sa 24 godine, na konkursu dobija mesto profesora na katedri istorije Univerziteta u Bukureštu. Od 1911. je redovni član rumunske Akademije nauka. Počevši od 1908. drži kurseve istorije, tzv. letnje škole, u mestu Valeni de Munte, okrug Prahova. Kursevi se drže do dana današnjeg, a osnovana je i letnja škola pod nazivom "Nikolae Jorga".
Obdaren izuzetnom memorijom, poznavao je opštu istoriju, a posebno detaljno rumunsku. Gotovo je nemoguće da se odabere oblast iz istorije Rumuna, a da se ne primeti Jorgino prisustvo. Za vreme komunizma u Rumuniji njegovo delo je ignorisano, budući da je istorija tada prerađivana da bi bila režimski podobna.
Jorga je bio autor ogromnog broja publikacija, njih 1.250, kao i 25.000 članaka. Njegovo delo obuhvata razne oblasti: monografije gradova, vladara, porodica, istorije crkve, vojske, trgovine, literature, štampe, putopisaca itd. Najvažnije publikacije su: "Studije i dokumenti u pogledu rumunske istorije", u 25 tomova (1901—1913), "Istorija otomanskog Carstva", u pet tomova (objavljeno i na nemačkom jeziku: „Geschihte des osmanischen Reiches“ (1908—1913), "Istorija Rumuna" u deset tomova (1936—1939).
U lepoj književnosti, Jorga je pisao poeziju, istorijske drame "Vaskrs Stefana Velikog", "Tudor Vladimiresku", "Eremiina Gospođa", "Sveti Franjo Asiški" i druge, kao i memorijalne tomove Ljudi koji su bili i Jedan ljudski život, onakav kakav je bio. Preuzeo je uređivanje časopisa Samanatorul 1903. godine.
Kao istoričar književnosti objavio je:
- Istorija rumunske književnosti u XVIII veku (dva toma 1901);
- Istorija religije Rumuna do 1688. (1904);
- Istorija rumunske književnosti u XIX veku, od 1821. nadalje. U vezi sa kulturnim razvitkom roda (tom 1, 1907, tom 2, 1908, tom 3, 1909);
- Istorija rumunske književnosti (tom 1, 1925, tom 2, 1926, tom 3, 1933);
- Istorija savremene rumunske književnosti (1934);
- Istorija rumunske književnosti. Sintetički uvod (1929).

Kao političar je bio saosnivač Nacionalno–demokratske stranke. U razdoblju 1931—1932. bio je premijer i ministar obrazovanja. Član parlamenta u više saziva, Jorga je bio čuveni govornik, koga su se njegovi politički protivnici bojali.

## Politički koncept

### Konzervativizam i nacionalizam
Jorgina vizija društva i politike se nalazi na tački ukrštanja tradicionalnog konzervativizma,etnički nacionalizam i nacionalni konzervativizam.
Ova fuzija je smatrana od političkog analitičara Jona Stanomira kao mutacija ideologije "Žunimizma" (Junimism),i protivna liberalnom konzervativizmu Titu Majoreskua,a sličan
ideologiji Mihaja Emineskua.
Jedan nekonformni "Žunimista",Eminesku je dodao konzervativnoj viziji savremenika jedan snažan nacionalizam,sa reakcionarnim plaštom,rasizmom i kesnofobijom,zbog čega je
post-mortem dobio pažnju za vreme Jorginog života.
Opisan od strane istražiteljke Joane Both kao "mit Eminesku",Jorga ga je smatrao pesnikom sa zdravim idejama o rasi i koji je "bio integralna ekspresija rumunske duše",
više nego jedan melanholični umetnik. Ovaj ideološki izvor je modelovao stav "Semanatorista" (Samanatoristilor), slabeći uticaj "Žunime" i redefinišući rumunski konzervativizam
za jednu generaciju. Jedna definicaja data od strane političkog istražitelja John Hutchinson (akademika) plasira Jorgu među one koji su prigrlili "nacionalizam kulture"
,koji se suprotstavio modernizaciji,suprotstavljen "političkom nacionalizmu",koji je sledio posle modernizacije države.
Pozajmljujući teoriju Majoreskua o otvaranju rumunije orema zapadadu,koje su bile "forme bez koncepcije" (označavajući da su neki moderni zamenili neke tradicionalne običaje),
Jorga je bio protiv liberalizma,ali mu je dao jedan radikalniji izraz. Jedna značajna tačka u kontinuitetu između "žunimizma" i Jorge je pojam dve pozitivne "klase",obadve
suprostavljajuću se bužoaziji: donja klasa predstavljana od seljaka i aristokratije,bojara. Isto kao Majoresku,,Jorga je kritikovao ustav rumunije iz 1866.Druga vizija koja
je korespondirala sa "žunimističkom" je o Francuskoj Revoluciji, prema autoru Rene Girault,rumun je bio izvrstan poznavalac ovog perioda.
Revolucionarno iskustvo je bilo,sa tačke gledišta Jorge,traumatizovana,u vreme kada su liberali ili naslednici Jakobinci bili apostrofirani za kvarenje nacionalne ravnoteže.
Hvalio je Američku Revoluciju,dajući je kao primer građenja jedne nacije.
Kao "žunimista",Jorgin konzervativizam se ne bazira generalno na religiji. Sekularista među tradicionalistima,nije dao na velikom značaju hiršćanskim vrednostima,i,hvaleći
kreativnu snagu čoveka,video je asketizam kao negativan fenomen. Identifikovao se snažno sa Rumunskom Pravoslavnom Crkvom i isihasmom, marginalizujući Rumunsku Crkvu ujedinjenu sa Rimom,Grčko-Katoličku i Ardelensku školu.Odbijajući čisti individualizam,Jorga je reagovao protiv modernog obožavanja atinske demokratije,ili protestantske reforme,dajući kao
model Spartu,Makedoniju (antičku) i Italijanske gradove države. Prema političkom anarhistu Mihaela Czobor-Lupp,ovo je bila alternativa perspektivi racionalizma,i kontrateža studije Max Weber-a, Protestantska etika. Njegova teorija je definisala čoveka kao "jednu prirodnu celinu sa sopstvenim organskim životom",i ponegde opravdava pravo na osvajanje
kad su nove civilizacije zamenjivale propale;konflikt je bio između Herakla i Trimalchoi.U privatnom,ali i javnom životu,Jorga je imao seksističke primedbe:Kao i Majoresku,Jorga je verovao da su žene predodređene za podizanje dece i pomoć muškarcima u javnim poslovima.
Dekonektovan od nemačke kulture koji je prouzrokovan Prvim Svetskim Ratom,Jorga je imao čvrste stavove prema Adolfu Hitleru,Nacističčkoj Nemačkoj i nacizmu generalno,uzimajući u obzir nepoštovanje tratata iz Versaja,i represivnu politiku. Ovo je rezultovalo u "Savetima po mraku": "Bojte se dragi moji velikih opasnosti koje vas vrebaju… Granice su napadnute,pomerane,uništene,smanjene. […] Ovakva spajanja,u svojim najnezrelijim formama,stara terija po koji male države nisu imale pravo na nezavisnost i na životni prostor. […] Ne mogu da zaboravim prošlost i ne mogu da se složim sa Hitlerovom diktaturom,budići da sam čovek koji ceni slobodu mišljenja. Anti ratni tekstovi iz 1939 su dale odgovor sumnjama koje su govorile da će slediti jedan oružani sukob koji će stetiti nacionalnoj vitalnosti,i u vreme invazije na poljsku je izrazio solidarnost sa poljskom-polonofilija Jorgina je bila primećena id od strane nacista otežavajuči odnose između Berlina i Bukurešta".
Konzervativni Jorga je savetovao simpatije za druge forme totalitarizma i korporativizma,i od '20 tih godina je sa postovanjem gledao na Italijanski Fašizam. Izrazio je
razočarenje prema italijanskom režimu koji je bio saveznik Mađara,ali je aplaudirao invaziji Etiopije 1935,i smatra da savez sa Italijom nije bio sigurniji nego sa malom Antantom.

## Bibliografija na srpskom jeziku
- Jorga, Nikola. Istina o prošlosti i sadašnjosti Besarabije, 1922.
- Jorga, Nikola. Istorija Rumuna i njihove civilizacije, 1935.
- Jorga, Nikola. Balkan i Vizantijsko carstvo, 1937.
- Jorga, Nikola. Istorija Rumuna i njihove civilizacije, 1997.
- Jorga, Nikola. „Osmanlije i balkanski narodi“, Unus mundus, Br. 12 (2003). pp. 56–72.

## Bibliografija
| - - Irina Livezeanu, "After the Great Union: Generational Tensions, Intellectuals, Modernism, and Ethnicity in Interwar Romania". pp. 110–127 - Sorin Alexandrescu, "Towards a Modern Theory of Romanian Nationalism in the Interwar Period". pp. 138–164 - Paul Blokker, "Romania at the Intersection of Different Europes: Implications of a Pluri-civilizational Encounter", in Johann P. Arnason, Natalie J. Doyle (2010). Domains and Divisions of European History. Liverpool University Press, Liverpool. стр. 161—180. ISBN 978-1-84631-214-4. - Lucian Boia, - Istorie și mit în conștiința românească. 2000. ISBN 973-50-0055-5., Humanitas, București. - "Germanofilii". Elita intelectuală românească în anii Primului Război Mondial. 2010. ISBN 978-973-50-2635-6., Humanitas, București. - G. Brătescu (2003). Ce-a fost să fie. Notații autobiografice. Humanitas, București. ISBN 973-50-0425-9. - George Călinescu, Istoria literaturii române de la origini pînă în prezent, Editura Minerva, București, 1986 - Cernat, Paul (2007). Avangarda românească și complexul periferiei: primul val. Cartea Românească, București. ISBN 978-973-23-1911-6. - George Ciprian, Mascărici și mîzgălici. Amintiri. OCLC 7288521., Editura de Stat pentru literatură și artă, București, 1958. - Marcel Cornis-Pope; John Neubauer, ур. (2004). History of the Literary Cultures of East-Central Europe. Vol. II, John Benjamins, Amsterdam & Philadelphia. ISBN 978-90-272-3453-7.; See: - Monica Spiridon, "On the Borders of Mighty Empires: Bucharest, City of Merging Paradigms". pp. 93–105 - John Neubauer, Marcel Cornis-Pope, Sándor Kibédi-Varga, Nicolae Harsanyi, "Transylvania's Literary Cultures: Rivalry and Interaction". pp. 245–283 - R. J. Crampton (1997). Eastern Europe in the Twentieth Century – and after. Routledge, Londra. ISBN 978-0-415-16423-8. - Ovid Crohmălniceanu, Literatura română între cele două războaie mondiale. OCLC 490001217., Vol. I, Editura Minerva, București, 1972. - Mihaela Czobor-Lupp (2004). „The Tension between Philosophy, History and Politics in Forging the Meaning of Civil Society in Romanian Philosophical Culture”. Ур.: Magdalena Dumitrana. Romania: Cultural Identity and Education for Civil Society. Romanian Philosophical Studies, V. Cultural Heritage and Contemporary Change, Series IVA, Eastern and Central Europe, Volume 24. Council for Research in Values and Philosophy, Washington. стр. 91—134. ISBN 978-1-56518-209-7. - Deletant, Dennis (2006). Hitler's Forgotten Ally: Ion Antonescu and His Regime, Romania, 1940-1944. Palgrave Macmillan, Londra. ISBN 978-1-4039-9341-0. - Djuvara, Neagu (1995). Între Orient și Occident. Țările române la începutul epocii moderne. Humanitas, București. ISBN 973-28-0523-4. - Vasile Drăguț, Vasile Florea, Dan Grigorescu, Marin Mihalache, Pictura românească în imagini. OCLC 5717220., Editura Meridiane, București, 1970. - Dan Grigorescu, Istoria unei generații pierdute: expresioniștii. OCLC 7463753., Editura Eminescu, București, 1980. - Francesco Guida, "Federal Projects in Interwar Romania: An Overvaulting Ambition?", in Marta Petricioli, Donatella Cherubini (eds.) (2007). For Peace in Europe: Institutions and Civil Society between the World Wars. Peter Lang AG, Brussels. стр. 229—257. ISBN 978-90-5201-364-0. - Victor Iova, "Tabel cronologic", in N. Iorga, Istoria lui Mihai Viteazul. стр. xxvii—lvi. OCLC 6422662., Vol. I, Editura Minerva, București, 1979,. - Traian D. Lazăr, "O parte a 'clanului Iorga' ", in Magazin Istoric, June (2011). pp. 41–44 | - Lucian Nastasă, - (језик: румунски) Intelectualii și promovarea socială (pentru o morfologie a câmpului universitar), Editura Nereamia Napocae, Cluj-Napoca, 2003; e-book version at the Romanian Academy's George Bariț Institute of History - (језик: румунски) "Suveranii" universităților românești. Mecanisme de selecție și promovare a elitei intelectuale Архивирано на веб-сајту (4. март 2016), Vol. I, Editura Limes, Cluj-Napoca. (PDF). 2007. ISBN 973-726-278-3 Проверите вредност параметра \|isbn=: checksum (помоћ) http://www.history-cluj.ro/Istorie/cercet/Nastasa/SuveraniiUniversitatilorI.pdf. Недостаје или је празан параметар \|title= (помоћ)Шаблон:Please check. ISBN; e-book version at the George Bariț Institute of History - John Neubauer, "Conflicts and Cooperation between the Romanian, Hungarian, and Saxon Literary Elites in Transylvania, 1850–1945", in Victor Karady, Borbála Zsuzsanna Török (eds.), Cultural Dimensions of Elite Formation in Transylvania (1770–1950), Ethnocultural Diversity Resource Center, Cluj-Napoca. (PDF). 2008. стр. 159—185. ISBN 978-973-86239-6-5 http://www.edrc.ro/docs/docs/elitform/Intregul-volum.pdf. Недостаје или је празан параметар \|title= (помоћ) - William O. Oldson (1991). A Providential Anti-Semitism. Nationalism and Polity in Nineteenth-Century Romania. American Philosophical Society, Philadelphia. ISBN 978-0-87169-193-4. - Z. Ornea, - Anii treizeci. Extrema dreaptă românească. 1995. ISBN 973-9155-43-X., Editura Fundației Culturale Române, București. - Junimea și junimismul. 1998. ISBN 973-21-0562-3., Vol. II, Editura Minerva, București. - Pecican, Ovidiu (2009). Regionalism românesc. Organizare prestatală și stat la nordul Dunării în perioada medivală și modernă. Editura Curtea Veche, București. ISBN 978-973-669-631-2. - Sandqvist, Tom (2006). Dada East. The Romanians of Cabaret Voltaire. MIT Press, Cambridge, Massachusetts & Londra. ISBN 978-0-262-19507-2. - Santoro, Stefano (2005). L'Italia e l'Europa orientale: diplomazia culturale e propaganda 1918-1943. FrancoAngeli, Milan. ISBN 978-88-464-6473-6. - Hugh Seton-Watson, Eastern Europe between the Wars, 1918-1941. OCLC 463173616., Cambridge University Press, Cambridge, 1945. - Hugh Seton-Watson, Christopher Seton-Watson (1981). The Making of a New Europe. R.W. Seton-Watson and the Last Years of Austria-Hungary. Methuen Publishing, Londra. стр. 114—115. ISBN 978-0-416-74730-0. - Setton, Kenneth (1997). The Papacy and the Levant, 1204-1571. Volume II: The Fifteenth Century. American Philosophical Society, Philadelphia. ISBN 978-0-87169-127-9. - Ioan Stanomir, - Spiritul conservator. De la Barbu Catargiu la Nicolae Iorga. 2008. ISBN 978-973-669-521-6., Editura Curtea Veche, București. - "Un pămînt numit România", in Paul Cernat, Angelo Mitchievici, Ioan Stanomir (2008). Explorări în comunismul românesc. Polirom, Iași. стр. 261—328. ISBN 978-973-681-794-6. - Nicolae-Șerban Tanașoca, "Aperçus of the History of Balkan Romanity", in Răzvan Theodorescu, Leland Conley Barrows (eds.), Studies on Science and Culture. Politics and Culture in Southeastern Europe, UNESCO-CEPES, București.Шаблон:Please check. ISBN - Todorova, Maria (2009). Imagining the Balkans. Oxford University Press, Oxford etc. ISBN 978-0-19-538786-5. - Petre Țurlea, "Vodă da, Iorga ba", in Magazin Istoric, februarie (2001). pp. 43–47 - Veiga, Francisco (1993). Istoria Gărzii de Fier, 1919–1941: Mistica ultranaționalismului. Humanitas, București. ISBN 973-28-0392-4. - Tudor Vianu, Scriitori români. OCLC 7431692., Vols. I-III, Editura Minerva, București, 1970–1971. |  |

## Spoljašnje veze
- Biografija na sajtu SANU